# Rusismus
Rusismus je označení pro výraz vypůjčený z ruského jazyka používaný v jiných jazycích.
Rusismy jsou zvláštním případem slavismů. Zahrnují širokou škálu výpůjček od jednotlivých lexémů až po celé fráze a věty v jazycích různých národů po celém světě. Většina rusismů je pozorována v jazycích těch národů, které žijí v bezprostřední blízkosti hlavní oblasti osídlení Rusů. V některých případech ruština také ovlivňuje fonetické procesy v přijímajícím jazyce.

## Typologie lexikálních rusismů
Existuje několik typů lexikálních „rusismů“:
- I. Výrazy ruského původu, která si zachovala silné formální sémantické spojení s odpovídajícími ruskými výrazy.
- II. Výrazy ruského původu, která částečně či téměř úplně ztratila formální sémantické spojení s odpovídajícími ruskými slovy v důsledku fonetické a lexikální adaptace ruských výpůjček a jejich získávání jiných významů.
- III. Výrazy neruského původu, vypůjčená ruským jazykem (tzn., že ruština je zprostředkujícím / tranzitním jazykem) a poté přejatá do jiného jazyka prostřednictvím ruštiny s různým stupněm fonetické a lexikální úpravy. [1] [2]

## Rusismy v některých jazycích

### Rusismy v češtině
- agitka – agitační činnost
- agitprop – zkratka Správy agitace a propagandy
- azbuka – typ písma
- aparátčík – politický činitel
- balalajka – strunný hudební nástroj
- bábuška (matrjoška)
- bělogvardějec – příslušník bílé gardy
- bělorus – typ sovětských traktorů
- běženec – uprchlík
- blahočiní – okres v pravoslavné církvi
- blahorodí – neoficiální titul, oslovení
- bliny – ruské lívanečky
- bohatýr – hrdina ruských bylin
- bojar – vysoký šlechtický titul
- bolševik – příslušník komunistické strany
- borec – v ruštině „bojovník”
- boršč – druh polévky
- bumážka – dokument, lejstro
- burlak – nevolníci tahající lodě proti proudu řeky
- bylina – ruská pověst
- car – ruský panovnický titul, vládce, odvozený výraz od titulu caesar
- carevič – syn cara
- černozem – druh zeminy
- dača – chata, chalupa
- Děda Mráz – vánoční postava
- duma – vládní orgán, sněm, parlament
- durak – ruský expresivní výraz, nadávka
- eseři – členové politické strany Socialistů-revolucionářů (ze zkratky S.R.)
- gensek – zkratka pro generální sekretariát
- geroj – hrdina (v češtině spíše v ironickém významu)
- glasnosť – období politické otevřenosti v SSSR
- gosudar – titul ruských vládců a panovníků
- gulag – odbor vedení sovětských pracovních táborů (zkratka slov Glavnoje upravlenije lagerej)
- GUM – obchodní dům v Moskvě
- horda – z tureckého výrazu pro „vojsko”
- jantar – fosilizovaná pryskyřice
- jolka – vánoční stromek, „jedlička”
- kalašnikov – výraz pro samopal
- klikva – druh rostli
- kolchoz – společné hospodářské družstvo (zkratka slov kollektivnoje chozjajstvo)
- kominterna – politická organizace
- kompromat – zkratka slov kompromitující materiál
- komsomol – komunistický svaz mládeže v SSSR (zkratka slov Komunističeskij sojuz moloďoži)
- krasnoarmějec – příslušník rudé armády
- kulak – označení pro majitele půdy
- kvas – fermentovaný nealkoholický nápoj
- Lajka – jméno prvního psa ve vesmíru
- leninismus – politická teorie
- lesopark – typ kulturní krajiny
- mamut (původně zřejmě z něnečtiny – jako mamont)
- mužik – historický výraz pro ruského venkovana (obvykle v historickém významu ve vztahu k carskému Rusku)
- načalnik – vedoucí pracovník
- nomenklatura
- opričnina / opričnik – vojenský oddíl cara Ivana IV.
- papacha – typ čepice
- pelmeně – pokrm
- perestrojka – politická a hospodářská přestavba v SSSR
- piroh – druh zákusků
- pogrom – násilí vůči etnické skupině
- politbyro – nejvyšší řídící orgán
- politruk – politický komisař (zkratka slov političeskij rukovoditeľ)
- pravoslaví – východní křesťanství
- prověrka – prověření (důvěryhodnosti osoby – zejména v politickém smyslu)
- putinismus – politický systém v Rusku
- rab – starší výraz pro otroka
- rasputica – období bahna a nesjízdnosti polních cest
- rozborka a sborka – proces rozebrání a opětného sestavení (např. zbraně)
- rozkol – shizma (od výrazu „rozeklát”)
- rubl – měnová jednotka
- samizdat – svépomocný způsob šíření informací (zkratka slov samostojatěľnoje izdateľstvo)
- samoděržaví – forma vlády
- samovar – přístroj k ohřevu vody
- smršť – vichřice, bouře, i v přeneseném smyslu
- sobor – ruský výraz pro shromáždění, sněm, či chrám
- soljanka – druh polévky
- sovět – rusky „rada”, poradní orgán
- sovchoz – státní zemědělský podnik v SSSR (zkratka slov sovětskoje chozjajstvo)
- specnaz – ruské speciální jednotky (zkr. speciaľnoje naznačenije)
- sputnik – rusky „družice”, sovětský kosmický program
- stalinismus – politická teorie
- step – typ biomu
- strastotěrpěc – mučedník v pravoslaví
- svoloč – pejorativní označení skupiny lidí, sebranka
- šči – druh polévky
- tajga – typ biomu
- tokamak – technologické zařízení
- tundra – typ biomu
- úderník – v socialismu výkonný pracovník
- ucha – typ rybí polévky
- ujezd – správní oblast
- ušanka – druh čepice
- věrchuška – označení nadřízené skupiny, přeneseně neoblíbená vláda či vedení
- versta – stará ruská délková míra
- vkus – smysl pro krásno, z ruského výrazu вкус – „chuť”
- vodka – lihovina z obilí
- vor v zakoně – hlava mafie
- vostok – rusky „východ”, sovětský kosmický program
- zemljanka – zemnice
- zemskij sobor – ruský zemský sněm
- zkazka – „povídačka”, z ruského výrazu ска́зка – pohádka

### Rusismy v angličtině
- step – степь / step[3]
- chernozem – чернозём / černozem[4]
- mammoth – мамонт /mamut[5]
- babushka – бабушка / bábuška (rusky „babička” – šátek kolem krku, šátek, starší ruská žena, matrjoška
- vodka – водка / vodka
- kasha – каша / kaše (obvykle pohanková)[6]
- astrakhan – druh vlny (od názvu města Astrachaň)
- sterlet – стерлядь / jeseter
- oblast – область / oblast (používaný hlavně pro názvy subjektů Ruské federace)
- kray – край / kraj (používá se hlavně pro názvy subjektů Ruské federace)
- okrug – округ / okres (používaný hlavně pro názvy subjektů Ruské federace)
- perestrojka – перестройка / perestrojka (používá se ve významu perestrojky z 80. let 20. století)
- glasnost – гласность / publicita
- intelligentsia – интеллигенция / inteligence ve smyslu společenské třídy[7]
- sputnik – спутник / sovětský satelit-1
- dacha – дача / dača, chata či chalupa
- muzhik – rolník, obyvatel venkova (obvykle v historickém významu ve vztahu k carskému Rusku)
- pogrom – погром / pogrom
- tokamak – токамак / tokamak